# Karl Granquist
Karl Axel Granquist, född 10 december 1921 i Lappfjärd, Finland, död 1994, var en finlands-svensk målare.
Han var son till lantbrukaren Axel Granquist och Alexandra Rosenlöf och från 1950 gift med Cecilia Renate Pordes. Granquist studerade vid Slöjdföreningens skola i Göteborg 1943, och vid Fria målarskolan i Helsingfors 1945 samt vid Otte Skölds målarskola 1947 och Konsthögskolan i Stockholm 1948 och under studieresor till Wien. Han medverkade i ett stort antal samlingsutställningar och tilldelades bland annat Statens resestipendium. Granquist är representerad vid Moderna museet i Stockholm, Värmlands museum och Amos Andersons konstmuseum i Helsingfors.